# USS Roe (DD-418)
USS Roe (DD-418) là một tàu khu trục lớp Sims được Hải quân Hoa Kỳ chế tạo ngay trước Chiến tranh Thế giới thứ hai; nó là chiếc tàu chiến thứ hai của Hải quân Hoa Kỳ được đặt tên theo Chuẩn đô đốc Francis Asbury Roe (1823-1901), người tham gia cuộc Nội chiến Hoa Kỳ. Roe đã hoạt động tại cả hai mặt trận Đại Tây Dương và Thái Bình Dương trong Thế Chiến II cho đến khi xung đột kết thúc. Nó ngừng hoạt động năm 1945 và bị bán để tháo dỡ năm 1947.

## Thiết kế và chế tạo
Roe được đặt lườn tại Xưởng hải quân Charleston vào ngày 23 tháng 4 năm 1938. Nó được hạ thủy vào ngày 21 tháng 6 năm 1939; được đỡ đầu bởi bà Eleanor Roe Hilton; và nhập biên chế cùng Hải quân Mỹ vào ngày 5 tháng 1 năm 1940 dưới quyền chỉ huy của Hạm trưởng, Thiếu tá Hải quân R. M. Scruggs.

## Lịch sử hoạt động

### Trước chiến tranh
Sau khi hoàn tất chạy thử máy, Roe tiến hành huấn luyện thực tập dọc theo vùng bờ Đông Hoa Kỳ và tại Thái Bình Dương. Và mùa Xuân năm 1941, nó quay trở lại vùng bờ Đông và trong mùa Hè đã hoạt động chủ yếu tại khu vực giữa Đại Tây Dương. Sang mùa Thu, nó di chuyển gần lên phía Bắc, đến Căn cứ Hải quân Argentia, để hộ tống các đoàn tàu buôn đi lại giữa Newfoundland và Iceland.

### Thế Chiến II

#### Đại Tây Dương
Sau khi Nhật Bản bất ngờ Tấn công Trân Châu Cảng vào ngày 7 tháng 12 năm 1941, Roe hướng về phía Nam vào tháng 1 năm 1942, tuần tra các lối tiếp cận quần đảo Bermuda và đến Norfolk, Virginia. Vào giữa tháng 2, nó đi đến New York tiếp nối các chuyến hộ tống vận tải vượt Bắc Đại Tây Dương. Đi đến ngoài khơi Iceland vào ngày 3 tháng 3, nó tiếp tục ở lại cho đến giữa tháng, tuần tra ngoài khơi hòn đảo và tại eo biển Đan Mạch. Đến cuối tháng, nó quay trở về New York; và sang tháng 4, nó hộ tống tàu bè đi Panama, trải qua tháng 5 tại vùng biển New England. Trong tháng 6, nó hoàn tất một chuyến đi khác vượt Đại Tây Dương, lần này đến tận quần đảo Anh, và trong tháng 7, nó hộ tống các tàu chiến lớn trong các hoạt động huấn luyện dọc bờ biển và tại vùng biển Caribe. Vào giữa tháng 8, chiếc tàu khu trục đi về phía Nam, và cho đến tháng 10 đã hoạt động giữa Trinidad và các cảng thuộc Brazil, rồi quay về Norfolk để chuẩn bị cho Chiến dịch Torch, cuộc đổ bộ lực lượng lớn của Đồng Minh lên Bắc Phi.
Được phân về lực lượng tấn công phía Bắc, Roe hộ tống các tàu vận chuyển đi đến Mehedia, rồi bắn pháo hỗ trợ cho lực lượng trên bờ khi họ tiến quân để chiếm Port Lyautey trên sông Sebou và sân bay Salé. Nó dẫn trước lực lượng chính đi đến khu vực tấn công trong đêm 7-8 tháng 11, dùng radar SG để cố tìm kiếm chiếc tàu ngầm Shad làm nhiệm vụ cột mốc. Không tìm thấy chiếc tàu ngầm, nó tự xác định vị trí tương đối của mình nhờ đê chắn sóng và các bãi tại khu vực đổ bộ, rồi quay trở lại cùng lực lượng chính giúp dẫn đường họ đến khu vực vận chuyển. Trong cuộc đổ bộ vào sáng hôm sau, nó hoạt động như tàu kiểm soát vận tải tại các bãi Blue và Yellow, rồi chuyển sang nhiệm vụ bắn pháo hỗ trợ. Trong buổi sáng hôm đó, nó cùng tàu tuần dương hạng nhẹ Savannah áp đảo các khẩu đội pháo đối phương tại Kasba, một pháo đài cổ nằm trên vách núi kiểm soát khu vực cửa sông Sebou.
Cho đến ngày 15 tháng 11, Roe tiếp tục ở lại khu vực tấn công bắn pháo hỗ trợ, và sau đó hộ tống cho các tàu chiến lớn. Nó sau đó lên đường quay trở về nhà, về đến Hampton Roads, Virginia vào ngày 26 tháng 11. Trong mùa Đông và mùa Xuân tiếp theo 1943, nó làm nhiệm vụ hộ tống các tàu chở dầu đi lại tại vùng vịnh Mexico và biển Caribe, cũng như các đoàn tàu vận tải chuyển tiếp liệu và lực lượng tăng viện sang Casablanca. Vào ngày 10 tháng 6, nó rời New York để đi sang Địa Trung Hải cho chiến dịch Đổ bộ lên Sicily.
Đi đến Oran vào cuối tháng 6, Roe tiếp tục đi đến Bizerte, nơi nó khởi hành đi lên phía Bắc, đi đến Licata vào ngày 8 tháng 7. Sang ngày hôm sau, nó chiếm vị trí bắn pháo hỗ trợ ngoài khơi bãi Red gần bãi biển Torre di Gaffe. Sáng sớm ngày 10 tháng 7, nó cùng Swanson di chuyển về phía Porto Empedocle, một căn cứ tàu phóng lôi Ý được bảo vệ bởi một bãi mìn cách 24 dặm (39 km) về phía Tây Licata; để xác minh một mục tiêu hiện diện trên màn hình radar. Trong khi cả hai con tàu sẵn sàng để nổ súng vào tàu "đối phương", Roe cơ động để tránh bãi mìn nên đi vào phía sau của Swanson. Tuy nhiên, tốc độ của nó lại nhanh hơn Swanson, nên ngay trước 03 giờ 00, Roe đâm trúng trực diện Swanson bên mạn trái, khiến nó bị mất một phần mũi tàu và khiến Swanson bị ngập nước phòng nồi hơi. Cả hai con tàu bị chết đứng giữa biển, nhưng đến 05 giờ 00 cả hai lại có thể di chuyển được.
Sáng hôm đó, máy bay của Không quân Đức tìm cách kết liễu hai con tàu bị hư hại. Roe và Swanson chống trả tự vệ, bắn rơi một máy bay ném bom Junkers Ju 88 bằng đạn pháo 5 inch với kíp nổ tiếp cận, chứng tỏ giá trị của loại kíp nổ kiểu mới trong việc phòng không. Sau khi được sửa chữa tạm thời tại Oran, Roe quay trở về New York để được sửa chữa triệt để. Đến giữa tháng 9, nó tiếp nối hoạt động hộ tống vận tải vượt Đại Tây Dương, thực hiện hai chuyến khứ hồi đến Bắc Phi trước cuối năm đó.

### Mặt trận Thái Bình Dương
Sang đầu năm mới 1944, Roe được điều động sang Mặt trận Thái Bình Dương. Nó rời New York vào ngày 26 tháng 1, băng qua kênh đào Panama, và trình diện để hoạt động cùng Tư lệnh Lực lượng Đặc nhiệm 76 tại mũi Sudest vào ngày 12 tháng 3. Từ các cảng thuộc New Guinea, nó hộ tống các tàu đổ bộ thuộc Đệ Thất hạm đội vận chuyển binh lính Đồng Minh tiến dọc theo bờ biển và các đảo lân cận, bắn pháo hỗ trợ xuống các khu vực mục tiêu. Từ ngày 16 đến ngày 21 tháng 3, nó hỗ trợ các hoạt động tại đảo Manus. Sang đầu tháng 4, nó vận chuyển binh lính Lục quân từ Manus đến đảo Rambutyo, rồi chuẩn bị cho việc đổ bộ lên vịnh Humboldt, nơi nó hỗ trợ vào ngày 22 tháng 4. Vào ngày 29 tháng 4, nó bắn pháo hỗ trợ cho binh lính Lục quân đang chiến đấu về phía Tây Bắc sông Driniumor. Đến giữa tháng 5, nó giúp cho việc tấn công tại khu vực Toem-Wakde; rồi vào cuối tháng đã hỗ trợ cho các tàu đổ bộ LST tại Biak. Các nhiệm vụ bắn pháo hỗ trợ và hộ tống vận tải tiếp liệu và tăng cường đến Biak được tiếp tục cho đến tháng 6, rồi trong tháng 7, chiếc tàu khu trục chuyển đến Noemfoor, thực hiện phá phá chuẩn bị rồi bắn pháo hỗ trợ sau khi diễn ra cuộc đổ bộ tại đây.
Được thay phiên vào giữa tháng, Roe rời khu vực quần đảo Admiralty để đi đến Majuro, nơi nó gia nhập Đệ Ngũ hạm đội. Trong sáu tuần lễ tiếp theo sau, nó phục vụ như tàu cứu hộ máy bay tại khu vực ngoài khơi Maloelap, Wotje, Mili và Jaluit. Các nhiệm vụ tuần tra, canh phòng và hộ tống tại các khu vực quần đảo Marshall và Mariana, chủ yếu là tại Mariana, kéo dài cho đến đầu tháng 12, khi nó gia nhập Đội đặc nhiệm 94.9 cho một đợt bắn phá Iwo Jima. Hoàn thành nhiệm vụ vào ngày 8 tháng 12, lực lượng rút lui về Saipan, nơi nó thực hiện hai nhiệm vụ tìm kiếm giải cứu và đưa một bác sĩ sang một đoàn tàu hướng đến Saipan, trước khi lại lên đường bắn phá Iwo Jima vào các ngày 24 và 27 tháng 12. Trong ngày 24 tháng 12, nó đánh chìm một tàu đánh cá, và cùng với Case đánh chìm một chiếc khác, được tin là một tàu khu trục nhỏ được cải biến thành tàu vận chuyển cao tốc. Sang ngày 27 tháng 12, nó tiêu diệt nhiều tàu nhỏ, phá hủy nhà cửa và các công sự phòng không ở phía Tây hòn đảo.
Một đợt tấn công khác xuống các quần đảo Volcano và Bonin diễn ra vào tuần đầu của tháng 1 năm 1945, tiếp nối bởi một đợt nghỉ ngơi tại Ulithi trước khi tiếp nối hoạt động tuần tra và hộ tống từ Guam. Vào cuối tháng 4, nó quay trở lại khu vực Volcano-Bonin làm nhiệm vụ cột mốc radar và tìm kiếm giải cứu trong các hoạt động không kích xuống các đảo chính quốc Nhật Bản. Đến cuối tháng 5, nó quay trở lại hoạt động tại khu vực Mariana, và sang tháng 6, nó được lệnh quay trở về vùng bờ Tây. Chiếc tàu khu trục về đến vịnh San Francisco vào ngày 29 tháng 7, và đang trải qua một đợt đại tu khi chiến tranh kết thúc vào ngày 14 tháng 8. Roe được cho xuất biên chế vào ngày 30 tháng 10 năm 1945; tên nó được cho rút khỏi danh sách Đăng bạ Hải quân vào ngày 16 tháng 11, và nó bị bán để tháo dỡ vào tháng 8 năm 1947.

## Phần thưởng
Roe được tặng thưởng sáu Ngôi sao Chiến trận do thành tích phục vụ trong Thế Chiến II.